# Salman bin Hamad bin Isa Al Khalifa
Salman bin Hamad bin Isa Al Khalifa (Riffa, 21 oktober 1969) is de kroonprins van Bahrein en sinds 2020 tevens premier van zijn land. Hij is de oudste zoon van Hamad, de huidige koning van Bahrein.

## Loopbaan
Tijdens de eerste helft van de jaren negentig studeerde Salman af in politieke wetenschappen aan de American University in Washington D.C. en in wetenschapsgeschiedenis aan Queens' College in het Britse Cambridge. Toen zijn grootvader, emir Isa bin Salman Al Khalifa, in maart 1999 overleed, werd Salmans vader Hamad de nieuwe emir en hijzelf kroonprins. In diezelfde maand werd Salman de opperbevelhebber van de strijdkrachten in zijn land, nadat hij vanaf 1995 al onderminister was geweest op het ministerie van Defensie.
In 2013 werd Salman door zijn vader benoemd tot vicepremier. Hij beoefende deze functie onder zijn oudoom Khalifa bin Salman Al Khalifa, die sinds 1970 premier was. Na het overlijden van Khalifa, in november 2020, werd Salman de nieuwe premier van Bahrein.
Salman was tot 2005 gehuwd met sjeika Hala bint D'aij Al Khalifa. Zij kregen twee zonen en twee dochters. Sjeika Hala overleed in juni 2018.